# Joseph Jolinon
Joseph Jolinon, né le 9 décembre 1885 à La Clayette et mort le 17 février 1971 à Briant en Saône-et-Loire, est un écrivain français, lauréat du grand prix du roman de l'Académie française en 1950.

## Biographie
Joseph Jolinon fréquente le collège de Jésuites de Dole puis la Faculté catholique de droit de Lille. Il est mobilisé en 1914 et fait toute la guerre. Il reçoit la médaille militaire.
À son retour Joseph Jolinon s'établit à Lyon et y devient avocat. À partir de 1925, il quitte cette profession et vit de sa plume. Passionné de football, il aura été bien avant Henry de Montherlant un « écrivain de sport ». Avec Marius Mermillon, il participe au lancement du Salon du Sud-Est à Lyon. L'essentiel de son œuvre romanesque est publiée chez l'éditeur Rieder de 1922 à 1935.
Il a été élu le 10 juin 1952 à l'Académie des Sciences, Belles-lettres et Arts de Lyon.

## Œuvres
- 1922 : Le Jeune Athlète, éditions de la Sirène
- 1923 : Le Valet de gloire (cycle Claude Lunant), éditions Rieder
- 1924 : La Tête brûlée (cycle Claude Lunant), éditions Rieder
- 1925 : Le Meunier contre la ville (histoire corpusculaires ou charolaises), éditions Rieder
- 1926 : La Paroissienne (histoire corpusculaires ou charolaises), éditions Rieder
- 1927 : La Foire (histoire corpusculaires ou charolaises), éditions Rieder
- 1928 : Le Joueur de balle (nouvelle édition du Jeune athlète sous un nouveau titre) — Prix de La Renaissance 1929[4]
- 1930 : Les Revenants dans la boutique (cycle Claude Lunant), éditions Rieder, coll. « Prosateurs français contemporains »
- 1930 : Képi-Pompon ou la Petite Châtelaine, éditions Rieder
- 1931 : Marie Bourgogne, éditions Didier & Richard, Grenoble ; également éditions Rieder
- 1932 : Dame de Lyon (cycle Les Debaudemont), éditions Rieder
- 1933 : L'Arbre sec (cycle Les Debaudemont), éditions Rieder ; rééd. sous le titre La Porte aux pies, éditions De La Paix, 1951
- 1934 : Le Bât d'argent (cycle Les Debaudemont), éditions Rieder
- 1934 : Le Curé d'Ars (série Imagerie), éditions Rieder
- 1935 : Mandrin par un de sa bande (série Imageries), éditions Gallimard
- 1936 : Fesse-Mathieu l'anonyme (série Imageries), éditions Gallimard
- 1937 : Il y a vingt ans : Les mutineries de mai-juin 1917, éditions Patrie Humaine
- 1936 : Les Coquines, éditions Gallimard
- 1942 : Guérillas 1808 (série Imageries), éditions Charlot
- 1942 : Charme de Lyon
- 1942 : Quatre à Lyon, ouvrage collectif, éditions Lugdunum
- 1943 : Le Chat du second (nouvelles), éditions Lugdunum
- 1944 : Les Malandrins du Beaujolais, éditions Lugdunum
- 1944 : Château Refuge, édition Gutemberg
- 1945 : Le Pacifiste sanguinaire (série Imageries), éditions Lugdunum
- 1946 : Petite Châtelaine
- 1947 : La Belle Auberge, édition Dumas
- 1947 à 1954 : Les Provinciaux, un ensemble de six romans — grand prix du roman de l'Académie française en 1950.
- 1957 : Pauline Jaricot, Librairie Anthonin Fayard
- 1958 : La Vie et l'Œuvre de Georges Kars, éditions de l'Imprimerie générale du Sud-Est